# Paolo Marcello Brignoli
Paolo Marcello Brignoli   (Roma, 25 d'abril de 1942 - L'Aquila, 8 de juliol de 1986) fou un aracnòleg italià.
Va estudiar a la Universitat de Roma, on es va graduar l'any 1965. Va fer el seu doctorat amb una tesi dedicada a les aranyes mirmecomorfes. A l'any següent, a la mateixa universitat, va obtenir un lloc com a professor ajudant i després, l'any 1974, una càtedra.
Més tard el  van nomenar director de l'Institut de Zoologia de la Universitat de L'Aquila. Va dirigir el departament de biologia i va convertir-se, l'any 1980, en el degà de l'escola de matemàtiques, de física i d'història natural.
Brignoli es va dedicar a l'estudi dels aràcnids i, més concretament les aranyes. Va definir 23 nous gèneres i 367 noves espècies.
Va publicar nombrosos articles sobre la fauna. L'any 1983 va publicar un suplement al Katalog der Araneae de Carl Friedrich Roewer (1881-1963), on enumera 7.000 espècies d'aranyes descobertes des de 1940.
La International Society of Arachnology (ISA) atorga un premi en el seu honor als autors d'obra destacada. Els últims guardonats han estat:
- 2023 Jörg Wunderlich i William Eberhard
- 2019 Bernhard Huber
- 2016 Martín Ramírez
- 2013 John Murphy
- 2010 Hirotsugu Ono
- 2007 Charles Griswold

## Taxons denominats en el seu honor
- Apozomus brignolii Cokendolpher & Reddell, 2000 -  Schizomida
- Carniella brignolii Thaler & Steinberger, 1988 -  Theridiidae
- Colobopterus brignolii Carpaneto, 1973 - Scarabaeidae Aphodiinae
- Cryphoeca brignolii Thaler, 1980 - Hahniidae
- Cryptocellus brignolii Cokendolpher, 2000 - Ricinulea
- Cryptops brignolii Matic 1977 -  Myriapoda Scolopendridae
- Cybaeus brignolii Maurer, 1992 -  Cybaeidae
- Dysdera brignolii Dunin, 1989 -  Dysderidae
- Eukoenenia brignolii Condé, 1979 -  Palpigrada
- Filistata brignolii Alayón, 1981 -  Filistatidae
- Himalcoelotes brignolii Wang, 2002 - Agelenidae
- Lithobius brignolii (Matic, 1970) Lithobiidae
- Micaria brignolii (Bosmans & Blick, 2000) -  Gnaphosidae
- Nesticus brignolii Ott & Arno Antonio Lise, 2002 -  Nesticidae
- Oecetis brignolii Malicky, 1981 - genere di Trichoptera Leptoceridae
- Palliduphantes brignolii (Kratochvíl, 1978) -  Linyphiidae
- Steatoda brignolii Knoflach, 1996 - g Theridiidae
- Stenasellus brignolii Pesce & Argano, 1981 Crustacea Isopoda
- Tetrablemma brignolii Lehtinen, 1981 -Tetrablemmidae

## Algunes publicacions
- Brignoli P.M., 1967 - Su alcuni Oonopidae delle isole Ponziane. Fragm. ent. vol.4, p.<141-148
- Brignoli P.M., 1968 - Su alcuni Araneidae e Theridiidae di Sicilia (Araneae). Atti Accad. gioenia Sci. nat. (6) vol.20, p. 85-104
- Brignoli P.M., 1970 - Contribution à la connaissance des Symphytognathidae paléarctiques (Arachnida, Araneae). Bull. Mus. natn. Hist. nat. Paris vol.41, p. 1403-1420
- Brignoli P.M., 1971 - Contributo alla conoscenza degli Agelenidae italiani (Araneae). Fragm. ent. vol.8, p.57-142
- Brignoli P.M., 1972 - Ragni di Ceylon I. Missione biospeleologica Aellen-Strinati (1970) (Arachnida, Araneae). Revue suisse Zool. vol.79, p.907-929
- Brignoli P.M., 1973 - Ragni della Melanesia, I. Un nuovo Tetrablemma di Guadalcanal (Isole Salomone) (Araneae Tetrablemmidae). Memorie Soc. ent. ital. vol.52, p. 79-88
- Brignoli P.M., 1976 - Ragni di Grecia IX. Specie nuove o interessanti delle famiglie Leptonetidae, Dysderidae, Pholcidae ed Agelenidae (Araneae). Revue suisse Zool. vol.83, p. 539-578
- Brignoli P.M., 1977 - Spiders from Mexico, III. A new leptonetid from Oaxaca (Araneae, Leptonetidae). Quad. Accad. naz. Lincei vol.171(3), p.213-218
- Brignoli P.M., 1978 - Ragni di Turchia IV. Leptonetidae, Dysderidae ed Agelenidae nuovi o interessanti di grotte della Turchia meridionale (Araneae). Quad. Speleol. Circ. speleol. Rom. vol.3, p. 37-54
- Brignoli P.M., 1979 - Sur quelques Dysderidae de France, d'Espagne et de Tunisie (Araneae). Vie Milieu vol.28-29(C), p.111-116
- Brignoli P.M., 1980 - Some new or interesting eastern Mediterranean Dysderidae and Agelenidae (Araneae). Annls zool. Warsz. vol.35, p.75-82
- Brignoli P.M., 1983 - Ragni d'Italia XXXIV. Le specie descritte da G. Canestrini (Araneae). Atti XIII Congr. naz. Italiano Ent. Sestriere-Torino, pp.561-567
- Brignoli P.M., 1985 - On some generic homonymies in spiders (Araneae). Bull. Br. arachnol. Soc. vol.6, p.380
- Brignoli P.M., 1986 - A new Simonicera (Araneae, Ochyroceratidae) from Guam, Marianas. Boll. Mus. civ. Stor. nat. Verona vol.11, p.345-348